# موسيقى روحية
الموسيقى الروحية هي نوع من أنواع الموسيقى التي تغذي الروح، حيثُ تعدّ من الأمور التي تربط الإنسان بخالقه وتشعره بالانتماء إلى حقيقته. تختلف الموسيقى الروحية من ثقافة إلى أخرى، فترى ثقافات تعدّها غذاء للروح ومصدر للأمان، وأخرى تعدّها وصله روحانية مع الإله فتعدّها نوع من أنواع الصلاة.وفي بعض الدول ،تعتبرها رابطا قويا بين المخلوق وخالقه،ومن مميزاتها في المغرب أيضا، أنها تقام على آداء فردي،ولا تتواجد فيها اي نوع من الآلاة الموسيقية

## أنواعها
تختلف الموسيقى الروحية من ثقافة إلى أخرى كما أنها تختلف من ديانة إلى أخرى. لذا تعددت أنواعها وتقسم: لأنواع ثقافية وأخرى دينية. 
1. الموسيقى الروحية التي نشأت بدوافع ثقافية.
2. الموسيقى الروحية التي نشأت بدوافع دينية.